# Незайманівський
Незайма́нівський — хутір в Тимашевському районі Краснодарського краю. Адміністративний центр Незайманівського сільського поселення.
Населення 2 056 мешканців.
До лютого 2007 існувала агрофірма «Красная звезда»

## Адміністративний поділ
До складу Незайманівського сільського поселення крім хутора Незайманівський входять також: 
- х. Можарський (61 чол.)
- х. Стринський (763 чол.)

Населення всього 2 880 осіб.